# Venus del Pardo
Júpiter y Antíope (en italiano: Giove e Antiope) o Antíope sorprendida por Júpiter, más conocido como Venus del Pardo (en italiano: Venere del Pardo), es un cuadro realizado por el pintor Tiziano Vecellio. Mide 196 cm de alto y 385 cm de ancho, y está pintado al óleo sobre lienzo. Pintado hacia 1535-1540, se encuentra en el Museo del Louvre, en París, con el número de inventario INV 752.

## Historia

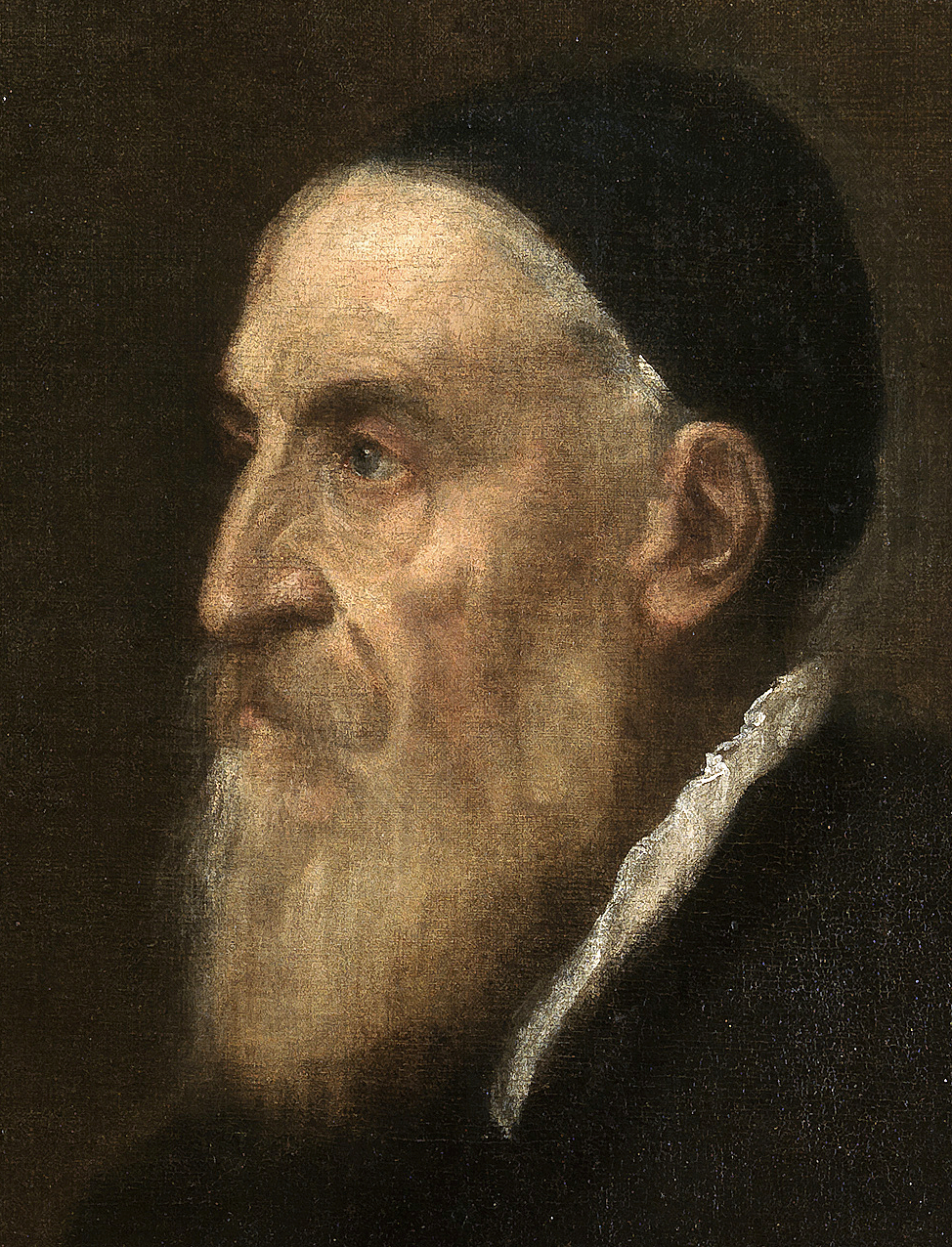
Tiziano Vecellio

Tiziano fue uno de los mejores exponentes de la Escuela veneciana renacentista de pintura. Fue discípulo de Giorgione, con quien colaboró en la decoración del Fondaco dei Tedeschi. Desde joven mostró algunas de sus principales características: uso de marcadas perspectivas espaciales, composición enérgica, intenso cromatismo, evocación lírica de los temas, narración dinámica, profundización psicológica de los personajes —con cierta tendencia al dramatismo—, visión naturalista del paisaje y realismo del detalle. Más tarde, por influencia de Miguel Ángel y Rafael, mostró tendencia hacia el monumentalismo, con el que pudo desarrollar su temperamento dramático y grandilocuente. Destacó especialmente en los retratos —fue el principal retratista de Carlos I de España—, representados generalmente de media figura con las manos visibles, siempre con pequeñas variantes para crear retratos únicos. En los años 1540 fue evolucionando hacia el manierismo y empezó a basar sus composiciones más en el dibujo que en el color, con tendencia al claroscuro y al uso del escorzo en las composiciones, interesándose cada vez más por los efectos lumínicos y el esfumado de los contornos.
Esta obra fue realizada para Felipe II de España, quien la destinó al palacete de caza del Pardo. En 1574, Tiziano la citaba como Desnuda con paisaje y sátiro (en italiano: La nuda con paese e il satiro) y enviada a Felipe II en 1567. Giovanni Paolo Lomazzo afirmó haber visto en el taller del pintor poco después de su muerte «una Venus que duerme, con unos sátiros que le descubren las partes más ocultas y otros sátiros alrededor que comen uvas, y a lo lejos, en un paisaje, Adonis persiguiendo la caza».
Fue una de las obras que se salvaron del incendio que sufrió el palacio el 13 de marzo de 1604. Se cuenta que cuando el rey Felipe III fue informado del siniestro, preguntó por el cuadro de Tiziano y afirmó: «Si se salvó, lo demás no importa; se puede rehacer»; lo que demuestra la alta estima en que era tenido. Sin embargo, en 1623, su hijo Felipe IV lo regaló a Carlos Estuardo, futuro Carlos I de Inglaterra. Tras la ejecución del monarca en 1649, el cuadro fue subastado y adquirido por el coronel John Hutchinson por 600 libras. Pocos años después, en 1653, fue comprado por el cardenal Mazarino por 1200 libras. Fue adquirido a los herederos de Mazarino en 1661 por Luis XIV de Francia. Sufrió algunos daños en el incendio del Vieux Louvre. Posteriormente estuvo en los palacios de Versalles y de Luxemburgo, hasta que pasó al Museo del Louvre.
La cronología de su realización es difícil de precisar: la mayoría de expertos la sitúan en torno a 1535-1540, pero otros la retrasan hasta los años 1560. Giovanni Battista Cavalcaselle la relaciona estilísticamente con las Bacanales realizadas para Alfonso I de Este. Para Georg Gronau sería una obra juvenil inconclusa del pintor que habría finalizado tras el encargo de Felipe II. Hans Tietze la sitúa en 1535-1540 en su realización general, aunque insinúa que pudo ser terminada más tarde. Paul Hofer la enmarca en el primer lustro de los años 1530 para su concepción general y en 1567 su conclusión, ya que en esa fecha se cree que se añadieron 60 cm en el lado izquierdo. Rodolfo Pallucchini la encasilla en 1540 en relación con otros cuadros, afirmando que la grandeza del paisaje no puede preceder a la Presentación en el templo de la Galería de la Academia de Venecia (c. 1534-1538) y que algunas de sus soluciones formales anteceden a la Alocución del Marqués del Vasto (Museo del Prado, Madrid, 1540-1541).
El cuadro fue restaurado en el siglo XVII por Nöel-Nicolas Coypel. Fue nuevamente restaurado en 1749 y, más recientemente, en 2010.

## Descripción

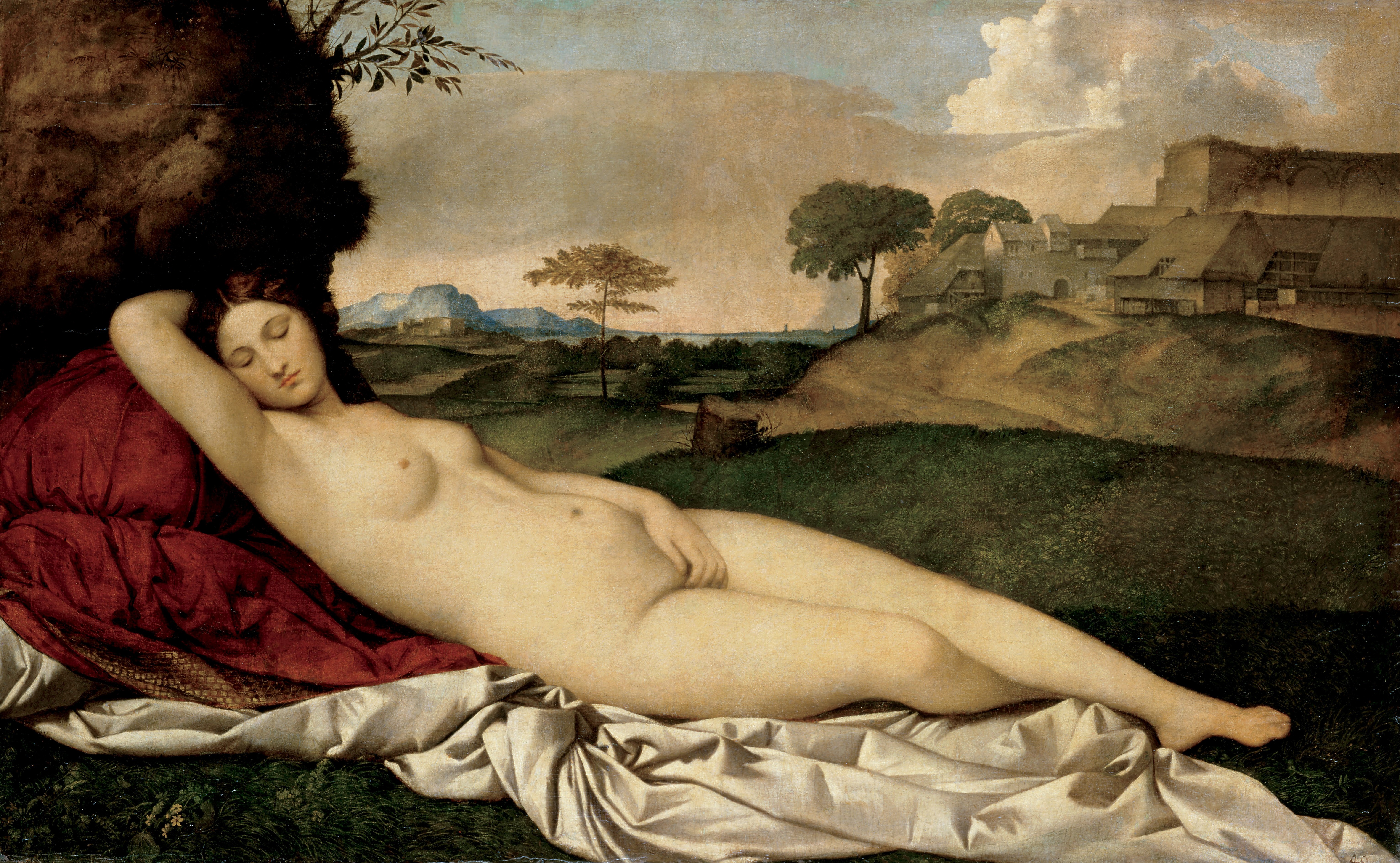
Venus dormida (1510), de Giorgione, Gemäldegalerie Alte Meister, Dresde

Existen discrepancias sobre el significado iconográfico del cuadro: según unas versiones, sería la diosa Venus desnudada mientras duerme por un sátiro; según otras, sería la ninfa Antíope, mientras que el sátiro sería Júpiter disfrazado. En la mitología griega, Antíope era hija del dios-río Asopo, una ninfa de gran belleza que fue seducida por Zeus (Júpiter en la mitología romana) en forma de sátiro, con el que tuvo a los gemelos Zeto y Anfión, los fundadores de Tebas. Sea cual sea, la figura femenina aparece recostada en la parte inferior del cuadro, dormida al pie de un árbol, mientras el sátiro le retira la túnica blanca que la tapaba, que ya solo le cubre la ingle y las piernas. En la parte superior del árbol aparece Cupido en el momento de disparar una flecha con el arco, mientras que un carcaj de flechas cuelga de la parte central del árbol. En el lado izquierdo aparecen unos cazadores con perros, uno de ellos tocando un cuerno de caza, y sentados junto a la ninfa hay otro sátiro y una mujer vestida de rojo y blanco. En segundo plano, a la derecha, hay otro cazador con perros, varios de ellos devorando un ciervo, y al fondo se abre el paisaje y se divisa alguna construcción en lontananza.
Aunque el tema parece apuntar al mito de Júpiter y Antíope, es discordante la presencia de los cazadores en la escena. Algunos estudiosos de la obra han apuntado a que podría tratarse de una bacanal pintada por Tiziano en su juventud y reconvertida tras el encargo de Felipe II para su pabellón de caza, por lo que se habrían añadido los demás personajes en consonancia con su ubicación.

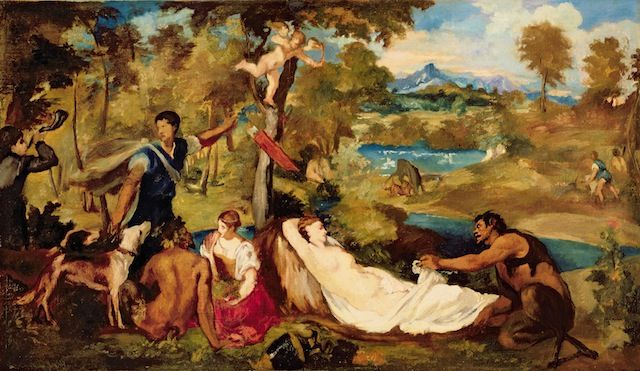
La Venus del Pardo (1856), de Édouard Manet, Museo Marmottan Monet, París

Erwin Panofsky dio una interpretación diferente en 1969, apoyada en tres momentos distintos de ejecución, el primero de los cuales retrotraería a 1515: para este historiador, el tema sería una alegoría de Las tres edades de la vida, en la que el cazador sería la vida activa, la mujer de su lado la vida contemplatica y el sátiro la vida voluptuosa.
Una última interpretación es la realizada por Louis Hourticq (1919) y Philipp Fehl (1957), por la que el cazador representaría a Acteón, y la escena simbolizaría la injusticia de la muerte del cazador como una consecuencia de la inconstancia de la Fortuna.
Para el motivo central del cuadro es bastante probable que el pintor se inspirase en el relieve del borde del gran vaso de mármol del jardín Cesi, en Roma, que se recuerda gracias a un grabado realizado a partir de un dibujo de Francisco de Holanda. La figura de Venus recuerda la Venus dormida de Giorgione, el maestro de Tiziano, una obra que dejó inacabada a su muerte y terminó su discípulo en 1510. Una figura parecida retrató Tiziano en su Venus de Urbino (Galería Uffizi, Florencia, 1538).
El pintor veneciano realizó múltiples obras inspiradas en la figura de Venus, como Venus Anadiomene (1520), Venus de Urbino (1538), Venus recreándose en la música (1547), Venus con organista, amorcillo y perrito (1550), Venus tratando de detener a Adonis (1553), Venus y Adonis (1554), Venus del espejo (1555), Venus y Adonis (1560), Venus vendando al Amor (1565), La toilette de Venus (1565) y Venus desnuda (1567).
La obra no está firmada ni fechada.
Esta pintura fue versionada por Édouard Manet con el título de La Venus del Pardo (1856, Museo Marmottan Monet, París), en estilo impresionista.